# السيف اليماني في نحر الأصفهاني صاحب الأغاني (كتاب)
السيف اليماني في نحر الاصفهاني هو كتاب لنقد كتاب الأغاني، وهو من تأليف المؤرخ الشاعر وليد الأعظمي، ولقد أحتوى أربعة فصول، تناول في الفصل الأول ترجمة أبي الفرج الأصفهاني، وأقوال العلماء فيه، مع تعريف بكتاب الأغاني وآراء الأدباء والنقاد فيه، مع نبذة يسيرة عن العهد البويهي وسبب تأليف الكتاب، ولمن ألفه الأصفهاني.
أما في الفصل الثاني فقد أحتوى اخباراً وحكايات أوردها الأصفهاني عن آل البيت النبوي وهي أخبار تسيء إليهم، وتجرح سيرتهم، وتشوه سلوكهم، وتوهن أمرهم، بما يوافق هوى الأصفهاني ثم ناقش المؤلف هذه الأخبار وبين زيفها وعلق على كل حكاية بما يناسبها.
وفي الفصل الثالث، فقد ضم حكايات شنيعة وأخبارًا فظيعة أوردها الأصفهاني عن الأمويين نفس فيها عن حقدهِ الدفين وضغينتهِ على العرب، وهو يزعم إنه أموي النسب، وعلق عليها بما يناسب مقامها.
وجعل الفصل الأخير لحكايات متنوعة وأخبار متفرقة، والتي طعن فيها الأصفهاني بعقائد المسلمين ولعن دين الإسلام، مع الكفر البواح، والاستخفاف بالصلاة والحج ويوم القيامة، مع دفاع عن البرامكة وطعون مختلفة بأعلام المسلمين، وناقش المؤلف هذه الأخبار وفندها الواحد تلو الآخر.
وهو يعتبر من الكتب المتميزة في الرد على كتاب الأغاني وبيان خطره الدفين على الأمة الإسلامية.
يقول المؤلف وليد الأعظمي:
(كان أبو الفرج الأصفهاني، من الكتاب الموسوعيين في مؤلفاتهم، وقد جمع في كتابهِ «الأغاني» أخباراً شتى، في الأدب والشعر والغناء، من الجاهلية إلى صدر الإسلام، ثم العهد الأموي، والعباسي، وتناول أغراضاً شتى في التفسير والحديث والسيرة والفقه واللغة، وأخبار الفتوح، وأحوال الخلفاء والأمراء والوزراء والعلماء والأدباء، وسروات الناس.
ووقف في كل ذلك إلى عهد الخليفة العباسي المعتضد بالله، المتوفى سنة 289 هجرية، ولم يرد في «الأغاني» بعد ذلك العهد شيء عن الخلفاء أو الأمراء أو الوزراء أو العلماء.
وكان كتاب الأغاني متداولاً في نطاق ضيق، ولم ينتشر كغيره من الكتب وذلك لسعتهِ، وعظم حجمهِ، وصعوبة نسخهِ، وإنما كانت منهُ بضع نسخ لدى الأمراء والوزراء وبعض الأدباء.
وقد تولت دار الكتب المصرية طبعه – بعد الطبعة الاستشراقية – وأخرجته في أربعة وعشرين مجلداً كبيراً، وحشدت لهُ جمعا من العلماء والأدباء لتحقيقه فكيف بهِ حين كان مخطوطاً !؟).
وأختتم المؤلف كتابهِ بقولهِ:
(بعد هذه الجولة الواسعة في كتاب الأغاني لأبي الفرج الأصفهاني، والوقوف عند أخباره ومناقشتها والتعليق عليها أرجو أن يكون القارئ الكريم قد تبين مقاصد هذا الشعوبي الحاقد اللئيم، وقد غضضت النظر وصرفت القلم عن أخبار فظيعة وحكايات شنيعة لا يكتبها أشد الناس عداوة وبغضاً للعرب والمسلمين، فقد أتهم كثيراً من أعلامهم باللواطة ورمى بعضهم بالأبنة، وكريمات نسائهم بالسحاق، وألصق بهم السخائم من ذميم الخصال، وقبيح الفعال، متستراً بظلال الأدب والسمر، والمذاكرة والمؤانسة كأن ذلك لا يحصل إلا بشتم سلف هذه الأمة المجيدة، في تأريخها وخلقها وقد تم هذا الكتاب على يد جامعه والمؤلف بين أخباره الخطاط وليد بن عبد الكريم بن ملا إبراهيم كاكا بن مهدي بن صالح بن صافي العبيدي الأعظمي، ووقع الفراغ منه ضحى يوم الجمعة غرة شهر صفر الخير سنة 1405هـ، الموافق للثامن والعشرين من تشرين الأول سنة 1984م، والحمـد لله رب العالمين).

## عدد الطبعات
طبع الكتاب في أربعة طبعات وهي:
- الطبعة الأولى - القاهرة - 1988.
- الطبعة الثانية - القاهرة - 1990.
- الطبعة الثالثة - الجزائر - 1993.
- الطبعة الرابعة - بغداد - 2000.